# Le Tournant dangereux
Pour plus de détails, voir Fiche technique et Distribution.
Le Tournant dangereux (Il caffè del porto) est un film franco - italien réalisé par Robert Bibal en 1954 et sorti en France en 1955. 

## Fiche technique
- Titre du film : Le Tournant dangereux
- Titre italien : Il caffè del porto
- Réalisation : Robert Bibal
- Scénario : Robert Bibal, d'après une nouvelle d'André Tabet.
- Dialogue : Robert Bettoni
- Photographie : Pierre Dolley
- Musique : Louiguy
- Montage : Victor Grizelin
- Décors : Paul Laurenti
- Son : Georges Bouichou
- Sociétés de production : Films Printania, Productions Sigma et Record Film
- Pays d'origine :  France -  Italie
- Genre : Drame
- Durée : 97 minutes
- Dates de sortie : 
  - Italie : 28 décembre 1954
  - France : 27 juillet 1955
- Affiche : Claire Finel (France)

## Distribution
- Viviane Romance : Lucienne Courtois
- Philippe Lemaire : Freddy
- Armand Mestral : Daniel Courtois
- Maria-Pia Casilio : Paquita Simoni
- Enrico Glori : Simoni, le brigadier
- Guy Decomble : M. Léon
- Georges Aminel
- Robert Berri
- Charles Blavette
- Dany Caron
- Huguette Doriane
- Antonin Berval